# Opera reticolata

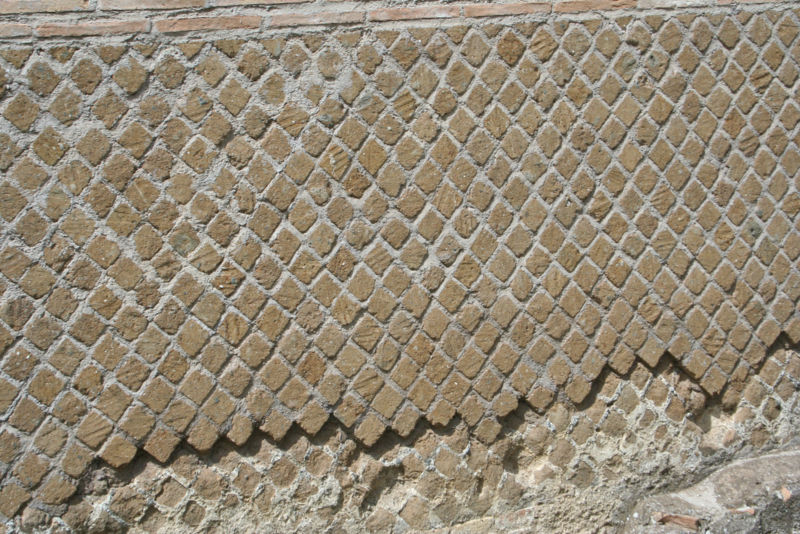
Opus reticulatum usato in un muro esterno della Villa Adriana (prima metà del II secolo.

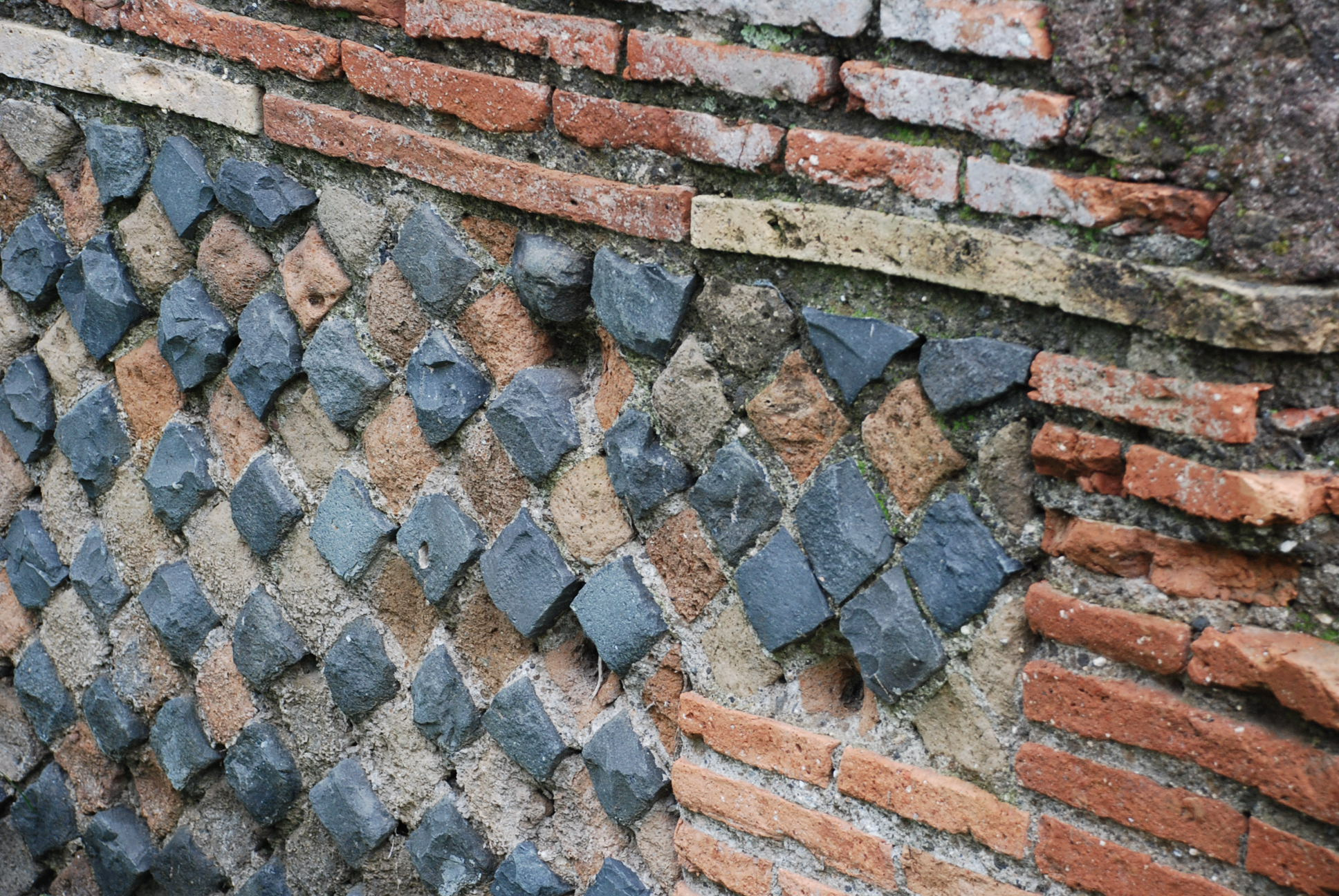
Opus reticolatum a Ostia antica

L'opera reticolata (opus reticulatum o reticolatum) era una tecnica edilizia romana tramite cui si realizzava il paramento di un muro in opera cementizia, caratterizzata da una trama di blocchetti quadrati inclinati a 45 gradi rispetto al piano.

## Descrizione
A Roma e nei dintorni fu utilizzata soprattutto a partire dalla prima metà del I secolo a.C. ("opera quasi reticolata") e in epoca augustea. Anche dopo l'introduzione dell'opera laterizia se ne continuò l'uso ancora nella seconda metà del II secolo d.C., con ammorsamenti in mattoni sugli spigoli (opera mista o opus mixtum).
Fu introdotta come variante più evoluta dell'opera incerta, in quanto nell'opera reticolata le pietre, che formavano il rivestimento del muro, venivano preparate prima della messa in opera a forma di piramide con base quadrata, e quindi disposte con la base in vista, mentre la punta affondava verso l'interno nel cementizio. In questo modo si veniva a creare un disegno reticolare irregolare diagonale sulla superficie della parete ("opera quasi reticolata").
Successivamente furono utilizzati cubilia (o più impropriamente "tufelli") con base quadrata perfettamente regolare e assolutamente uniformi, che venivano disposti in file regolari con i lati a 45° rispetto alla linea orizzontale. I lati dei cubilia erano separati da un leggero strato di malta: dopo la realizzazione del paramento sulle due facce del muro, veniva colato all'interno il cementizio che ne costituiva la struttura, e la costruzione procedeva a strati successivi. La forma piramidale dei cubilia con la punta rivolta verso l'interno faceva sì che la coesione tra la massa del cementizio e dei blocchi del paramento fosse molto resistente avendo una grande superficie di appoggio per il legante.
L'effetto era quello di creare un reticolo regolare disposto in diagonale. Normalmente il paramento veniva quindi rivestito da intonaco, ma in alcuni casi (esempi in opera mista ad Ostia antica, dove la vicinanza al mare rendeva poco durevole l'intonaco applicato sulle pareti esterne) se ne sfruttarono anche le proprietà decorative, alternando file di cubilia in tufo (giallastro o rossastro) e in selce nerastra. 

## Opere realizzate con opera reticolata
- Teatro romano di Neapolis, Napoli
- Anfiteatro Fausto, Terni
- Teatro di Marcello, Roma
- Villa Adriana, Tivoli
- Anfiteatro Flavio, Pozzuoli
- Anfiteatro, Siracusa
- Teatro romano di Verona
- Anfiteatro romano di Roselle
- Grotta di Seiano
- Tempio di Giove, Cuma
- Tempio di Apollo, Cuma